# Schoten (België)

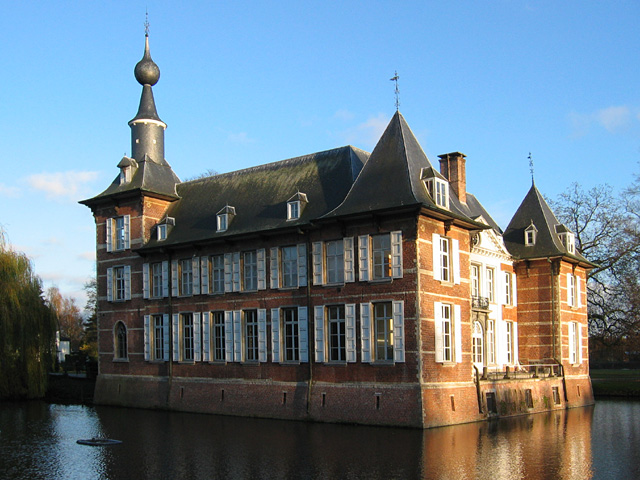
Kasteel van Wetschot, thans cultureel centrum

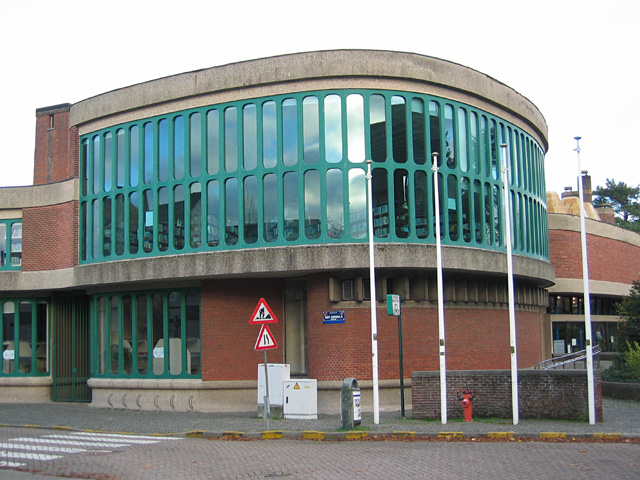
Bibliotheek

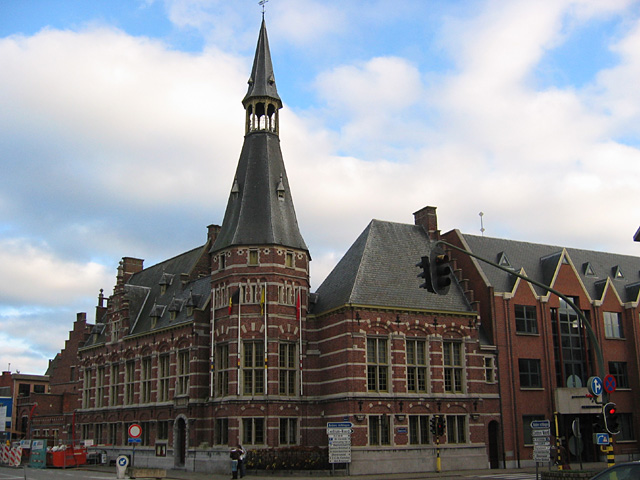
Gemeentehuis in neorenaissance-stijl naar een ontwerp van Louis Gife

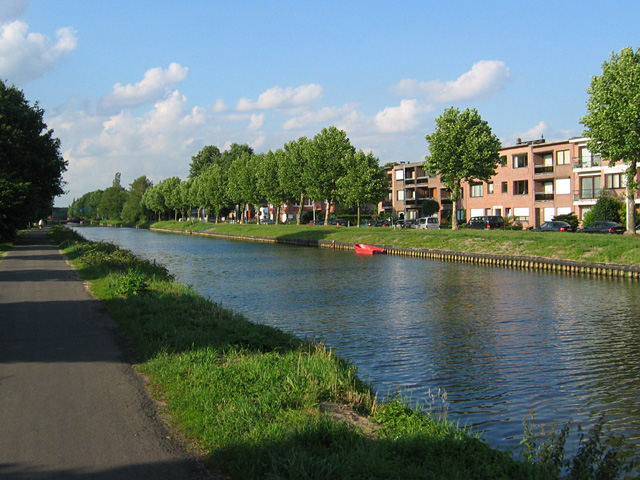
Schotenvaart, de lokale naam voor het Kempisch Kanaal

Schoten is een gemeente in de Belgische provincie Antwerpen. De gemeente telt ruim 34.000 inwoners. De inwoners worden Schotenaren genoemd. Schoten is een groene gemeente (11% van de gemeente bestaat uit natuur) in de Voorkempen, op gemiddeld 10 km van het centrum van de stad Antwerpen.
Schoten behoort tot het kieskanton Kapellen en tot het tiende gerechtelijk kanton Antwerpen.

## Toponymie
De naam Schoten is mogelijk afgeleid van houten schaaldelen waarmee landerijen vroeger werden afgescheiden: een dergelijk schaaldeel werd schot of schoot genoemd. Dit zou ook de herkomst verklaren van de namen van Bikschote, Zuidschote, Noordschote (West-Vlaanderen); Hondschote (Frans-Vlaanderen), de gemeente Voorschoten en de voormalige gemeente Schoten in Nederland. Zie echter -schote (toponiem).

## Geschiedenis

### Algemeen
Schoten had in de loop van de geschiedenis voortdurend een dubbel gezicht. In verschillende opzichten ligt de gemeente op een breuklijn, in de eerste plaats op geografisch vlak. Het noord- en oostelijk gelegen gedeelte van de gemeente is hoger gelegen en heeft een zanderigere bodem dan het westelijke gebied tegen Merksem dat een meer lemige grond bevat. Lange tijd bestond Schoten dan ook uit hei en bos aan de ene kant en landbouwgronden aan de andere kant.
Eenzelfde opsplitsing geldt verder het politieke verleden. Schoten zou gekerstend zijn door de heilige Ursmarus, abt van de abdij van Lobbes. Deze abdij had bezittingen te Schoten. Reeds in de 12e eeuw ontstond een wereldlijk Schoten onder de bevoegdheid van de heren van Breda (de vlaggen van Schoten en Breda zijn identiek), later die van Bergen-op-Zoom, en een kerkelijk Schoten dat ressorteerde onder de abdij van Villers. De groeiende machtspositie van Brabantse steden, in het bijzonder Antwerpen, verlegde vanaf het begin der 16e eeuw de invloedssfeer naar het zuiden. Schoten, eeuwenlang één geheel met Merksem en Sint-Job-in-'t-Goor, werd toentertijd gesplitst van Merksem. Doordat de heren van Schoten, afkomstig uit de rijke Antwerpse koopliedenstand en andere voorname burgers, hier een tweede residentie betrokken, zou de Scheldestad haar dominante aanwezigheid bevestigen. De kastelen markeerden deze sociale differentiatie ten opzichte van de in doorsnee eenvoudige boerderijen. Nochtans zou Schoten dichter aansluiten bij de grootstad. Haar oorspronkelijk Kempens karakter en haar perifere ligging ten opzichte van de grote invalswegen hebben de plaats daar lange tijd voor behoed. Tot midden 19de eeuw lag het dorp er dan ook stil en onberoerd bij met een bevolking die de duizend zielen juist oversteeg.
De komst van de machine bracht in de tweede helft van de 19de eeuw fabrieken in wijk de Deuzeld langs de grens met Merksem en langs het Albertkanaal. De gemeente bewoog toen op twee snelheden: enerzijds de industrialisering met haar fabrieksproletariaat, anderzijds het overleven van een stuk feodaliteit. Zelfs na 1945 was 1/3 van het gemeentelijk grondgebied in handen van amper tien grootgrondbezitters. Eind 19de eeuw zou de nieuwe burgerij, afkomstig uit de stad, hier villa's bouwen. Koningshof en Schotenhof zijn daar vandaag de getuigen van.
Ook de aanleg van het Albertkanaal (1930-1939) heeft aan de industriële ontwikkeling van Schoten bijgedragen.
Het specifieke karakter van deze gemeente ligt in haar brugfunctie tussen Antwerpen en de Kempen, tussen stad en platteland. Dit verklaart haar statuut van zelfstandige gemeente, haar woonkwaliteit gegroeid uit de onderscheiden gehuchten, die geleidelijk rond de dorpskern geïntegreerd werden, haar groene zones, die haar maken tot een levende long voor de grootstedelijke agglomeratie.

## Geografie

### Hydrografie
Twee waterwegen doorkruisen de gemeente: het Albertkanaal en het Kanaal Dessel-Turnhout-Schoten. De Hoogmolenbrug is een belangrijke verbindingsweg naar de gemeenten ten zuiden van het Albertkanaal.

### Aangrenzende gemeenten
Schoten ligt tussen de Antwerpse districten Merksem (in het westen) en Deurne (in het zuidwesten) en de gemeenten Brasschaat (in het noorden), Brecht (in het noordoosten), Schilde (in het oosten) en Wijnegem (in het zuiden).
| Aangrenzende gemeenten | Aangrenzende gemeenten | Aangrenzende gemeenten | Aangrenzende gemeenten | Aangrenzende gemeenten |
| ---------------------- | ---------------------- | ---------------------- | ---------------------- | ---------------------- |
|                        |                        | Brasschaat             |                        | Brecht                 |
|                        |                        |                        |                        |                        |
| Antwerpen              | Schilde                |                        |                        |                        |
|                        |                        |                        |                        |                        |
| Deurne                 |                        | Wijnegem               |                        |                        |

## Bezienswaardigheden

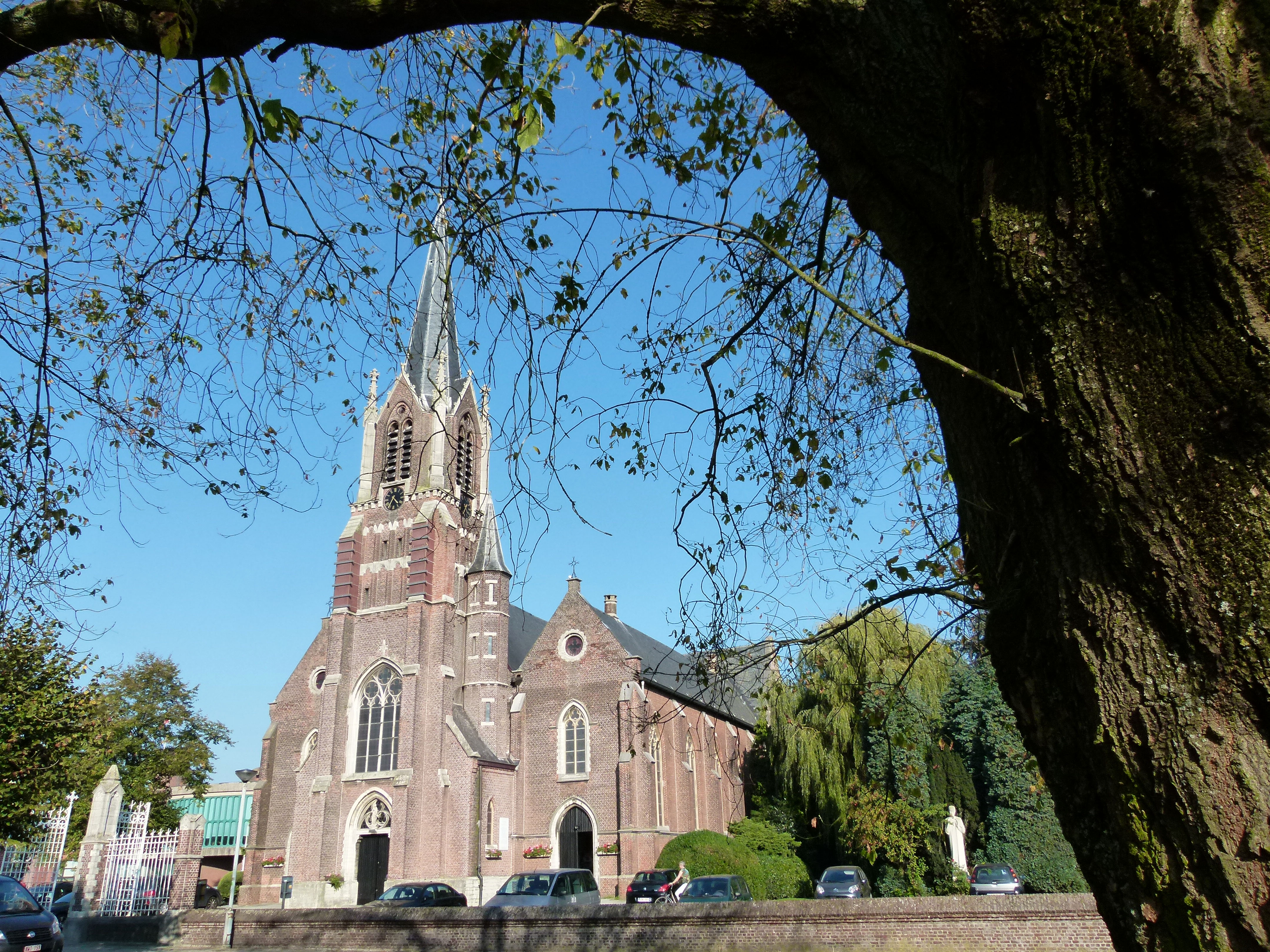
Sint-Cordulakerk

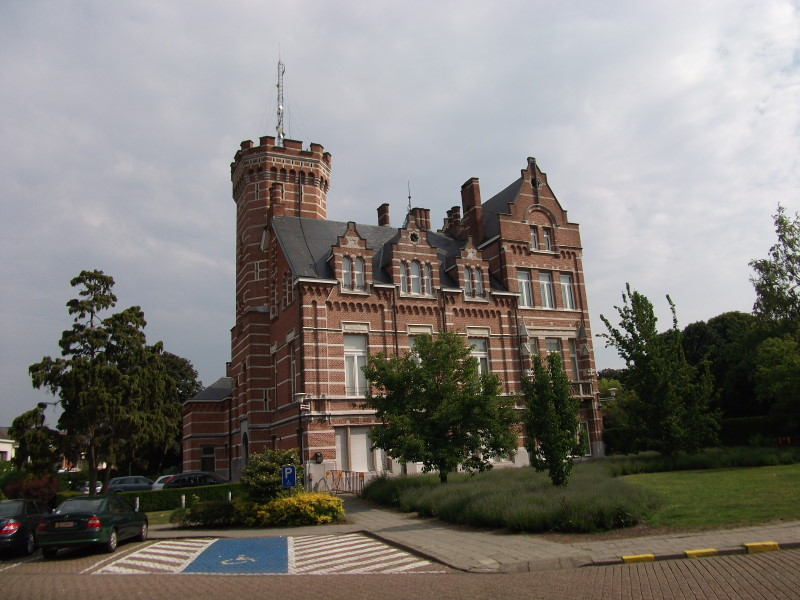
Voormalig politiebureel

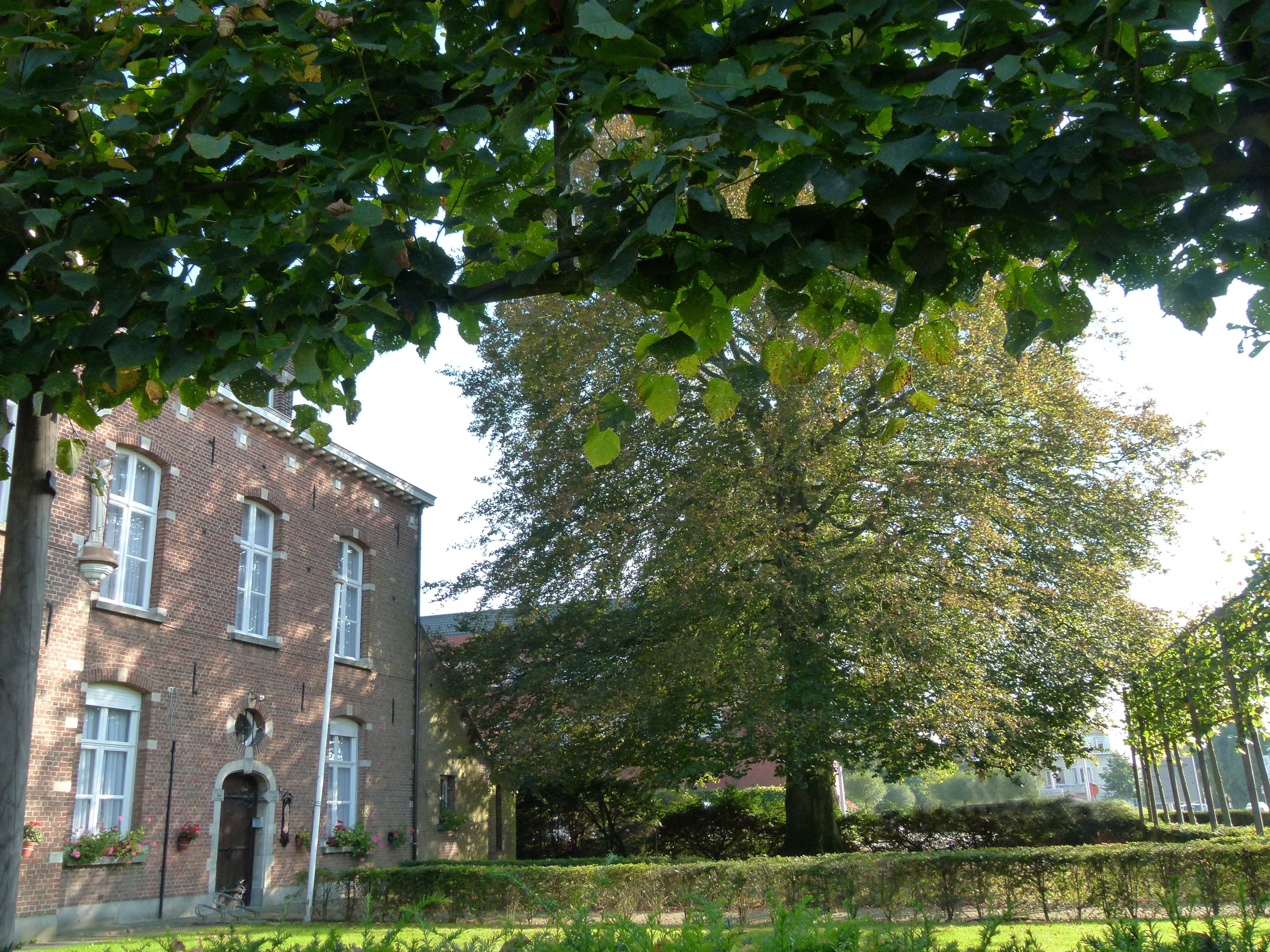
Pastorie Sint Cordula

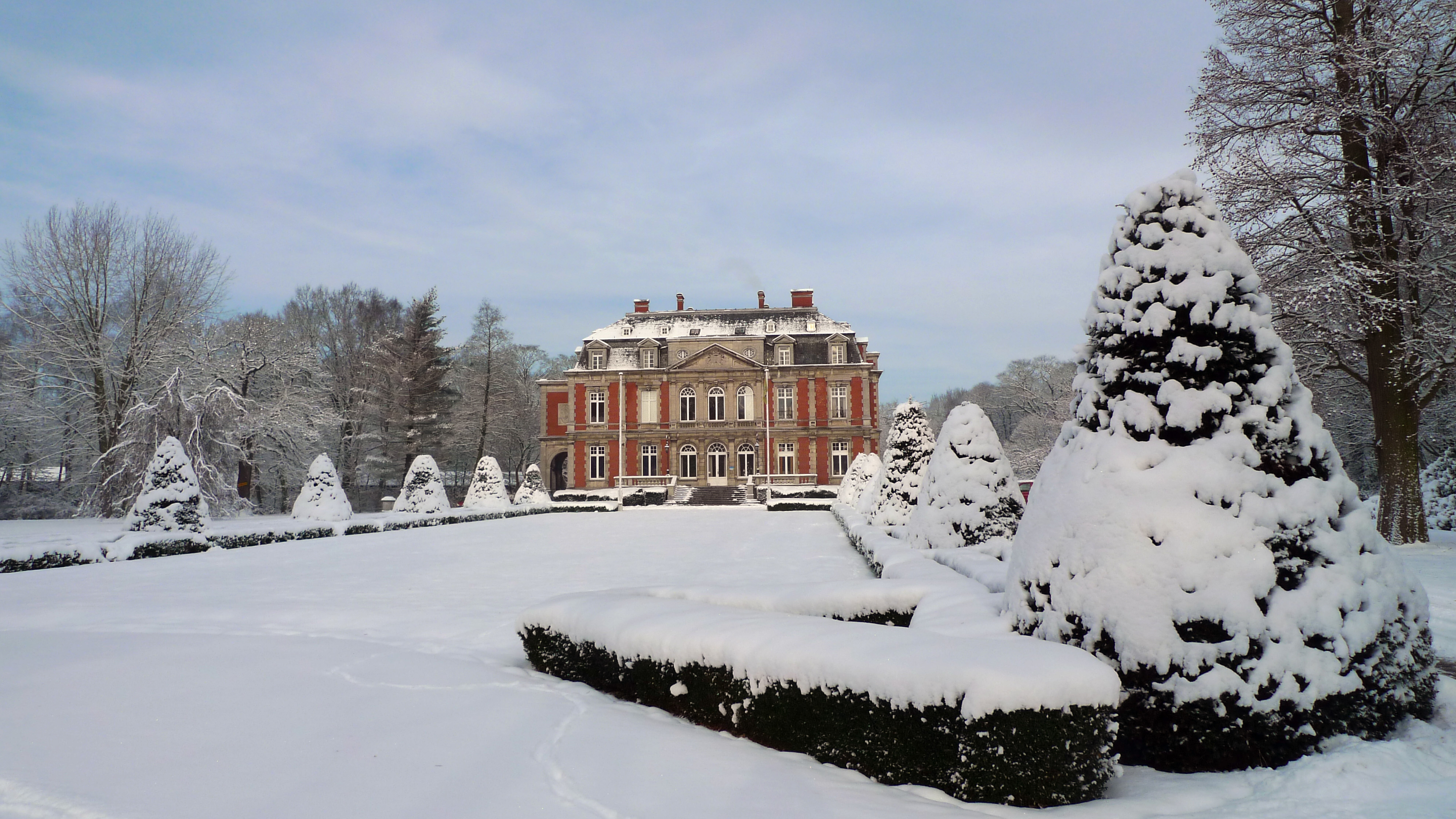
De Horst of Hof Ter Veken in neoclassicistische stijl

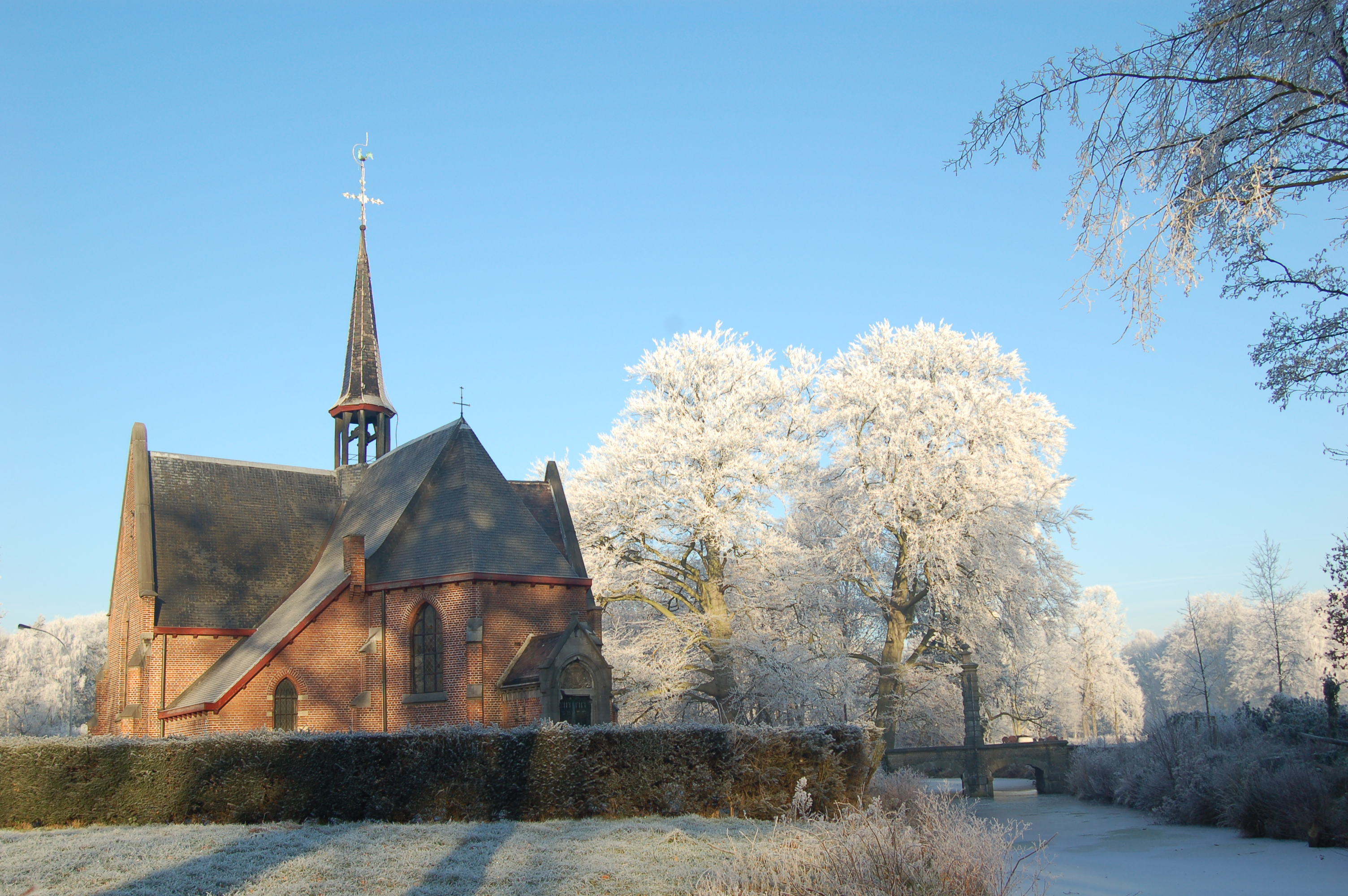
Kapel van de Horst, toegewijd aan O.-L.-Vrouw, bedevaartsplaats

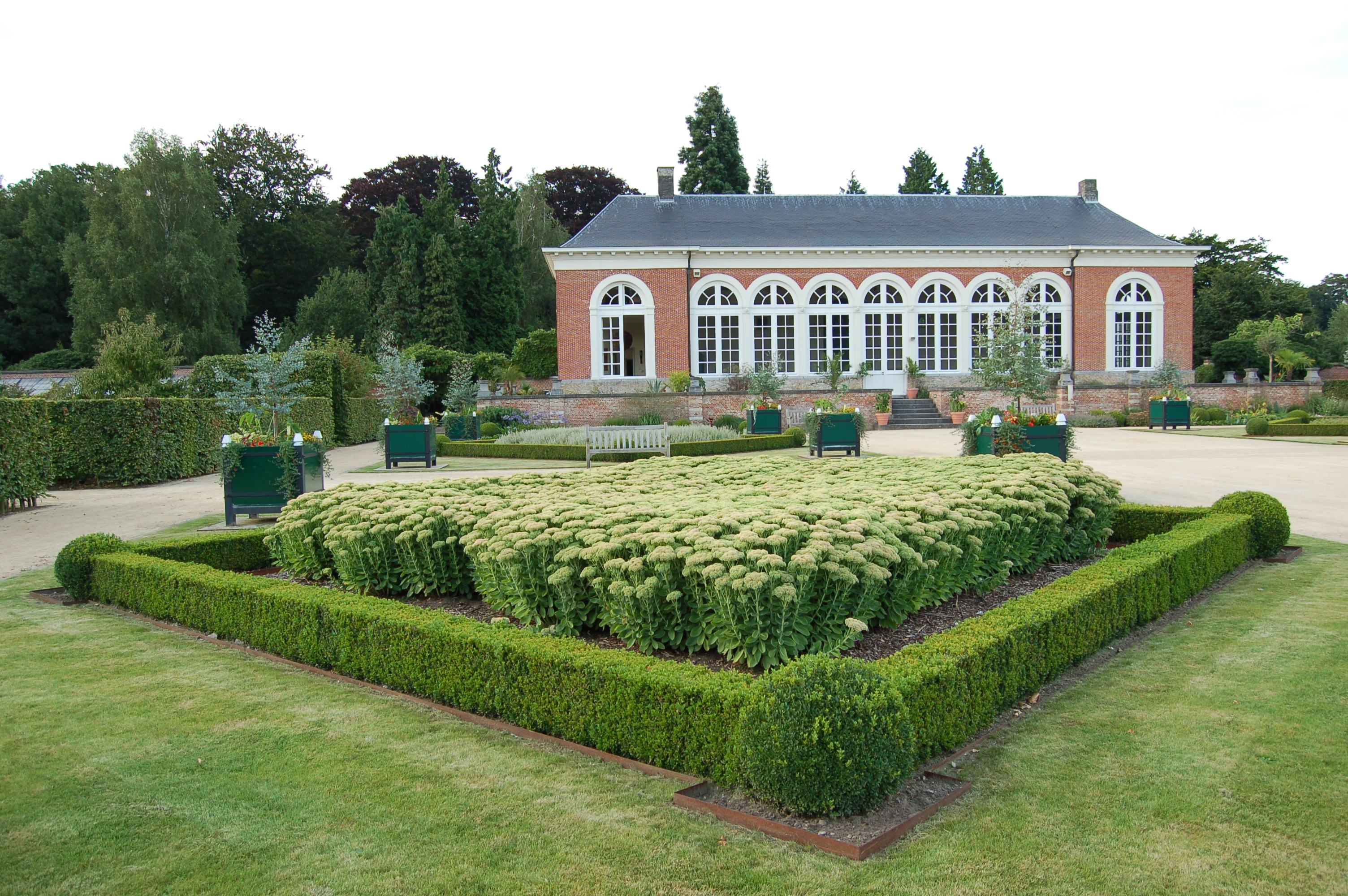
Domein Vordenstein, oranjerie in laat-classicistische stijl

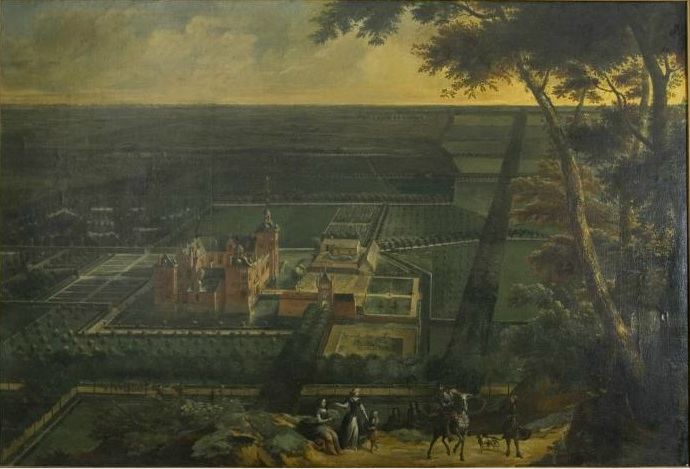
Zicht op het kasteel van Schoten door Gaspar de Witte en Gonzales Coques (ca. 1680) te bezichtigen in het kasteel van Schoten

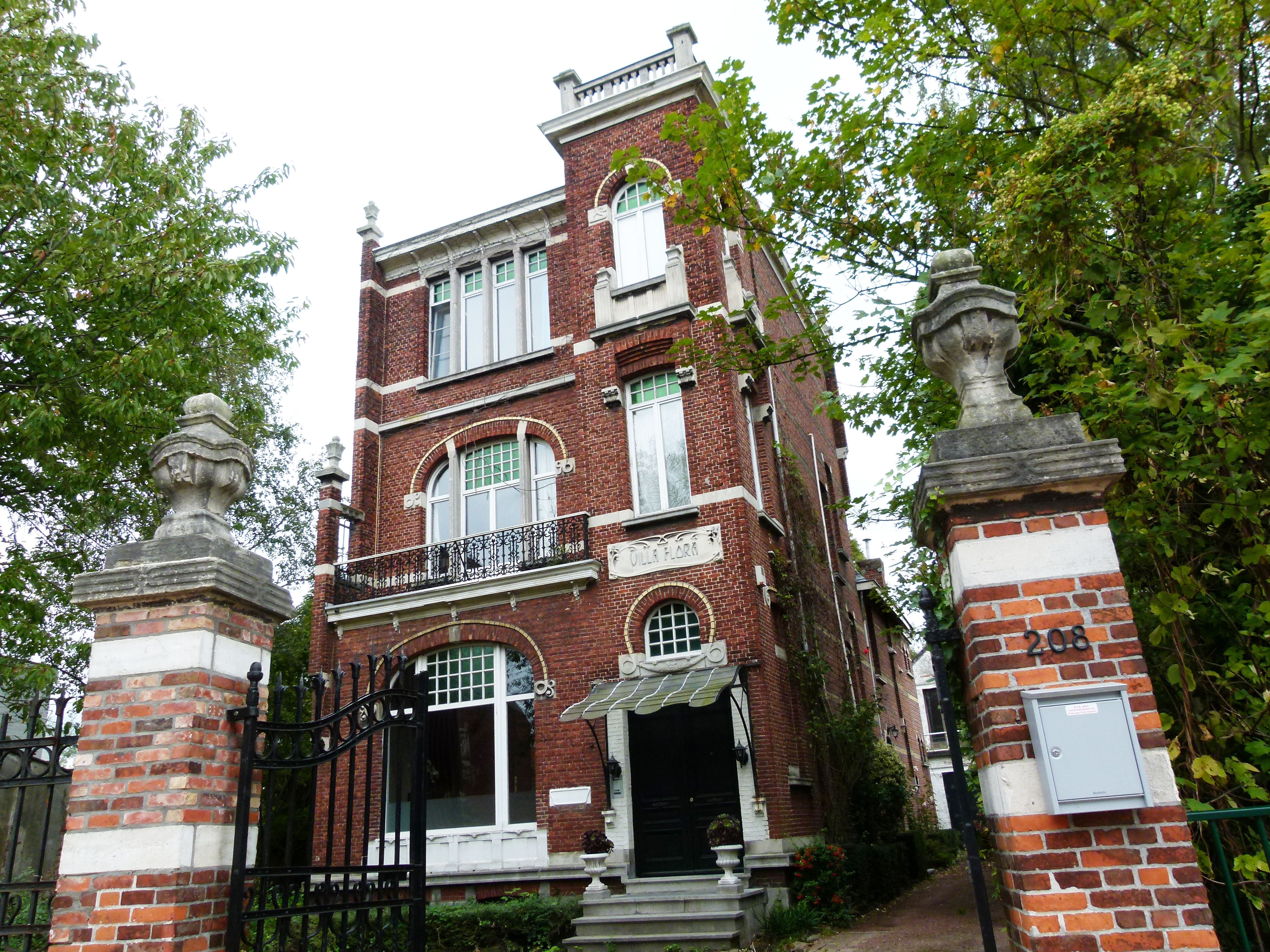
Villa Flora (ook bekend als St. Mariahof) in eclectische stijl

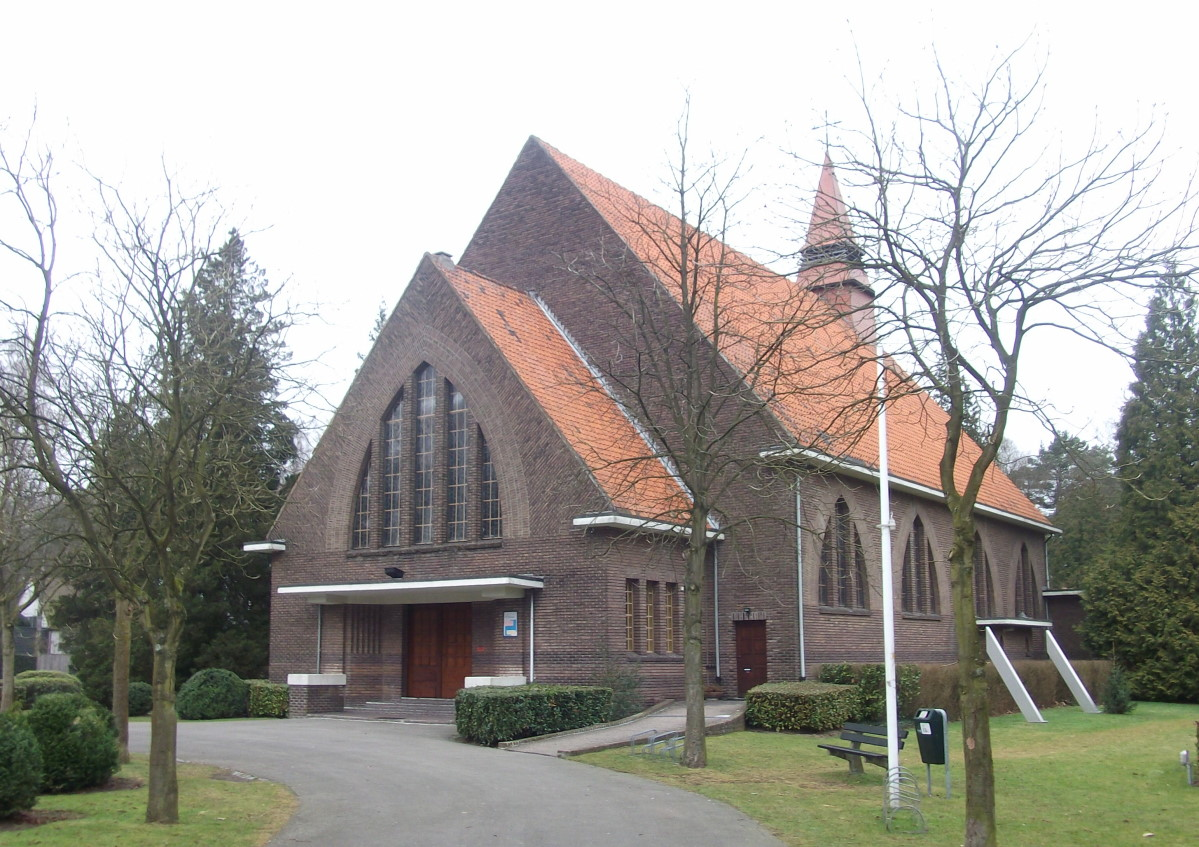
Parochiekerk Onze-Lieve-Vrouw, Koningin van Alle Heiligen

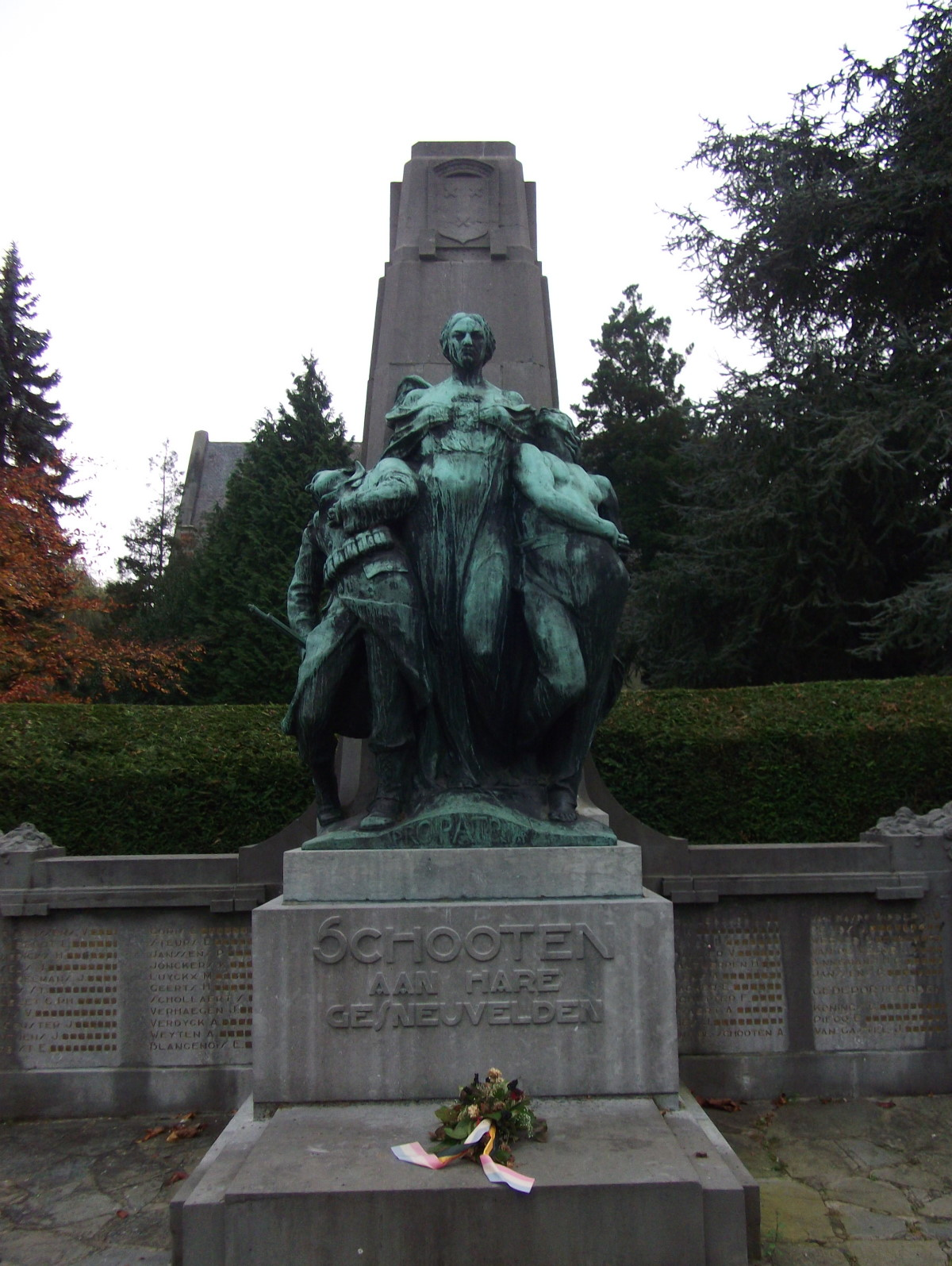
Monument voor de gesneuvelden tijdens de Eerste Wereldoorlog

- Kasteel van Schoten (nu Cultureel Centrum)
  - Valkentoren
  - Riddershoeve (nu restaurant)
- Kasteel Calixberg
- Marktplein: ontworpen door Maurice De Vocht (die ook het moederhuis (de kraamkliniek) tekende) en omgeven door een fraaie galerij met door Herman Cornelis gebeeldhouwde zuilen en in het midden een Uilenspiegelfontein.
- Gemeentehuis: in 1905 gebouwd in neogotische stijl
- Tibetaanse tempel van het Tibetaans Instituut
- Bibliotheek (1968) ontworpen door architect Renaat Braem
- Hof van Villers: de toren dateert uit het jaar 1267; de abdij speelde een belangrijke rol in de Schotense geschiedenis
- Sint-Cordulakerk: met een gotisch koor en kruisbeuk uit de 15de eeuw
- De Kapel van de Horst
- De Onze-Lieve-Vrouw Koningin van Alle Heiligenkerk
- De Heilig Hartkerk
- De Heilige Familiekerk
- De Sint-Philippuskerk
- Badhuizen langs het Kanaal Dessel-Turnhout-Schoten
- Het Fort van Schoten
- De Stenen Molen

## Natuur en landschap
Schoten ligt in de bosrijke omgeving van de Noorderkempen op een hoogte van 5-17 meter. Belangrijke waterlopen zijn het Albertkanaal en het Kanaal Dessel-Turnhout-Schoten.
De vele bosrijke kasteeldomeinen in de gemeente zijn niet toegankelijk voor het gewone publiek. Er zijn nog wel andere, meer toegankelijke stukken natuur:
- 't Asbroek, een broekbos (in beheer bij Natuurpunt)
- Het Wijtschot, een oude zandwinningsput (in beheer bij Natuurpunt)
- Domein Vordenstein: een parkdomein van 110 ha in Engelse stijl, met een oranjerie
- Laarse Beek, vormt de grens met Brasschaat
- Peerdsbos, een groot bos op de grens met Brasschaat

## Demografie

### Demografische ontwikkeling
- Bronnen:NIS, Opm:1806 tot en met 1981=volkstellingen; 1990 en later= inwonertal op 1 januari

| Inwoners van jaar tot jaar op 1 januari 1992 tot heden | Inwoners van jaar tot jaar op 1 januari 1992 tot heden | Inwoners van jaar tot jaar op 1 januari 1992 tot heden |
| jaar                                                   | Aantal                                                 | Evolutie: 1992=index 100                               |
| ------------------------------------------------------ | ------------------------------------------------------ | ------------------------------------------------------ |
| 1992                                                   | 31.246                                                 | 100,0                                                  |
| 1993                                                   | 31.382                                                 | 100,4                                                  |
| 1994                                                   | 31.525                                                 | 100,9                                                  |
| 1995                                                   | 31.794                                                 | 101,8                                                  |
| 1996                                                   | 31.912                                                 | 102,1                                                  |
| 1997                                                   | 32.099                                                 | 102,7                                                  |
| 1998                                                   | 32.355                                                 | 103,5                                                  |
| 1999                                                   | 32.498                                                 | 104,0                                                  |
| 2000                                                   | 32.733                                                 | 104,8                                                  |
| 2001                                                   | 32.720                                                 | 104,7                                                  |
| 2002                                                   | 32.777                                                 | 104,9                                                  |
| 2003                                                   | 33.063                                                 | 105,8                                                  |
| 2004                                                   | 33.190                                                 | 106,2                                                  |
| 2005                                                   | 33.230                                                 | 106,3                                                  |
| 2006                                                   | 33.160                                                 | 106,1                                                  |
| 2007                                                   | 33.132                                                 | 106,0                                                  |
| 2008                                                   | 33.259                                                 | 106,4                                                  |
| 2009                                                   | 33.247                                                 | 106,4                                                  |
| 2010                                                   | 33.342                                                 | 106,7                                                  |
| 2011                                                   | 33.600                                                 | 107,5                                                  |
| 2012                                                   | 33.766                                                 | 108,1                                                  |
| 2013                                                   | 33.776                                                 | 108,1                                                  |
| 2014                                                   | 33.871                                                 | 108,4                                                  |
| 2015                                                   | 34.016                                                 | 108,9                                                  |
| 2016                                                   | 34.063                                                 | 109,0                                                  |
| 2017                                                   | 34.273                                                 | 109,7                                                  |
| 2018                                                   | 34.462                                                 | 110,3                                                  |
| 2019                                                   | 34.517                                                 | 110,5                                                  |
| 2020                                                   | 34.316                                                 | 109,8                                                  |
| 2021                                                   | 34.291                                                 | 109,7                                                  |
| 2022                                                   | 34.157                                                 | 109,3                                                  |
| 2023                                                   | 34.360                                                 | 110,0                                                  |
| 2024                                                   | 34.641                                                 | 110,9                                                  |
| 2025                                                   | 34.926                                                 | 111,8                                                  |

## Politiek

### Structuur
De gemeente Schoten maakt deel uit van het kieskanton Kapellen, gelegen in het provinciedistrict Kapellen, het kiesarrondissement Antwerpen en ten slotte de kieskring Antwerpen.
| Schoten          | Schoten          | Supranationaal         | Nationaal                         | Nationaal           | Gemeenschap         | Gewest              | Provincie           | Arrondissement  | Provinciedistrict | Kanton          | Gemeente        |
| ---------------- | ---------------- | ---------------------- | --------------------------------- | ------------------- | ------------------- | ------------------- | ------------------- | --------------- | ----------------- | --------------- | --------------- |
| Administratief   | Niveau           | Europese Unie          | België                            | België              | Vlaanderen          | Vlaanderen          | Antwerpen           | Antwerpen       | Antwerpen         | Antwerpen       | Schoten         |
| Administratief   | Bestuur          | Europese Commissie     | Belgische regering                | Belgische regering  | Vlaamse regering    | Vlaamse regering    | Deputatie           | Deputatie       | Deputatie         | Deputatie       | Gemeentebestuur |
| Administratief   | Raad             | Europees Parlement     | Kamer van volksvertegenwoordigers | Vlaams Parlement    | Vlaams Parlement    | Vlaams Parlement    | Provincieraad       | Provincieraad   | Provincieraad     | Provincieraad   | Gemeenteraad    |
| Kiesomschrijving | Kiesomschrijving | Nederlands Kiescollege | Kieskring Antwerpen               | Kieskring Antwerpen | Kieskring Antwerpen | Kieskring Antwerpen | Kieskring Antwerpen | Antwerpen       | Kapellen          | Kapellen        | Schoten         |
| Verkiezing       | Verkiezing       | Europese               | Federale                          | Federale            | Vlaamse             | Vlaamse             | Provincieraads-     | Provincieraads- | Provincieraads-   | Provincieraads- | Gemeenteraads-  |

### College van burgemeester en schepenen

#### Legislatuur 2007 - 2012
Het bestuur van 2007-2012 bestond uit een coalitie van CD&V/N-VA, Open Vld en sp.a die samen 18 zetels van de 31 hadden. Het cordon sanitaire van Vlaams Belang werd dus behouden, ondanks de ambitie van VB-lijsttrekker Marie-Rose Morel bij de verkiezingen van 2006.

#### Legislatuur 2013 - 2018
Het bestuur van 2013-2018 bestond uit een coalitie van N-VA, CD&V en Open Vld die samen 23 van de 31 zetels hebben:
| College van burgemeester en schepenen (2013-2018) | College van burgemeester en schepenen (2013-2018)                                                                                   |
| ------------------------------------------------- | --- |
| Burgemeester                                      | Maarten De Veuster (N-VA) |
| Schepenen                                         | 1. Luc Van Gastel (CD&V) 2. Iefke Hendrickx (N-VA) 3. Paul Valkeniers (Open Vld) 4. Lieven De Smet (N-VA) 5. Wouter Rombouts (N-VA) |
| Voorzitter van de gemeenteraad                    | Gerd Adriaensen (CD&V) |
| OCMW-voorzitter                                   | Catharina Van Osta (CD&V) |

#### Legislatuur 2019 - 2024
Ondanks de absolute overwinning van N-VA bij de gemeenteraadsverkiezingen van 2018, bestond het bestuur uit een coalitie van N-VA (16 zetels) en Open Vld (1 zetel) die samen 17 van de 31 zetels hadden.
Op 28 oktober 2021 maakt gemeenteraadslid voor N-VA Nadine Van Mol bekend dat ze de overstap maakte naar Vlaams Belang. De bestuursmeerderheid van N-VA en VLD telde vanaf dan 16 zetels op 31.
| College van burgemeester en schepenen (2019-2024) | College van burgemeester en schepenen (2019-2024) |
| ------------------------------------------------- | --- |
| Burgemeester                                      | Maarten De Veuster (N-VA) |
| Schepenen                                         | 1. Iefke Hendrickx (N-VA) 2. Wouter Rombouts (N-VA) 3. Charlotte Klima (N-VA) 4. Paul Valkeniers (Open VLD) 5. Paul De Swaef (N-VA) 6. Walter Brat (N-VA) 7. Veronique d’Exelle (N-VA) |

#### Legislatuur 2024 - 2030
Na de verkiezingen van oktober 2024 vormde N-VA (14 zetels) een coalitie met CD&V Plus (3 zetels), goed voor een meerderheid van 17 op 31 zetels.
| College van burgemeester en schepenen (2024-2030) | College van burgemeester en schepenen (2024-2030) |
| ------------------------------------------------- | --- |
| Burgemeester                                      | Maarten De Veuster (N-VA) |
| Schepenen                                         | 1. Veronique d’Exelle (N-VA) 2. Paul De Swaef (N-VA) 3. Erik Block (CD&V Plus) 4. Silke Kegeleers (N-VA) 5. Christof Victor (N-VA) 6. Paul Valkeniers (N-VA) 7. Iefke Hendrickx (N-VA) |

### Geschiedenis

#### Lijst van burgemeesters
| Tijdspanne | Tijdspanne  | Burgemeester                                      |
| ---------- | ----------- | ------------------------------------------------- |
|            | 1800 - 1805 | Michaël Dehaen (katholiek)                        |
|            | 1805 - 1819 | François Joseph Ullens (katholiek)                |
|            | 1819 - 1830 | Daniël Thuret (katholiek)                         |
|            | 1830 - 1847 | Cornelius Florentinus Ullens (katholiek)          |
|            | 1847 - 1882 | Charles Van Praet (Kath.Partij)                   |
|            | 1882 - 1884 | Jan Van De Mierop (Kath.Partij, waarnemend)       |
|            | 1884 - 1892 | Gaston de Pret Roose de Calesberg (Kath.Partij)   |
|            | 1892 - 1899 | Werner van Praet (Kath.Partij)                    |
|            | 1899 - 1901 | Petrus Jan Van de Velde (Kath.Partij, waarnemend) |
|            | 1901 - 1902 | Louis Van Mechelen (Kath.Partij, waarnemend)      |
|            | 1902 - 1911 | Alfons Ullens de Schooten (Kath.Partij)           |

| Tijdspanne | Tijdspanne   | Burgemeester                            |
| ---------- | ------------ | --------------------------------------- |
|            | 1912 - 1932  | Theo van Cauwenberghs (Kath.Partij)     |
|            | 1932 - 1938  | Gustaaf Jorissen (BWP)                  |
|            | 1938 - 1940  | Victor Théodore Bracht (UCB)            |
|            | 1940 - 1941  | Frans Wildiers (VNV, waarnemend)        |
|            | 1941 - 1944  | Antoon Wolfs (UCB, oorlogsburgemeester) |
|            | 1944 - 1947  | Joseph Ullens de Schooten (waarnemend)  |
|            | 1947 - 1964  | Antoon Wolfs (CVP)                      |
|            | 1965 - 1982  | Marcel Imler (BSP)                      |
|            | 1983 - 2003  | Tony Sebrechts (CVP / CD&V)             |
|            | 2003 - 2012  | Harrie Hendrickx (CD&V)                 |
|            | 2013 - heden | Maarten De Veuster (N-VA)               |

#### Legislatuur 2007 - 2012
Aan de lokale verkiezingen van 2006 namen 8 kieslijsten deel. Lijsttrekkers waren respectievelijk Kurt Vermeiren (sp.a), Els Empereur (VLD-LA), Eric De Swaef (Groen!-JOS), Marie-Rose Morel (Vlaams Belang-VLOTT), Harrie Hendrickx (CD&V-N-VA) en Wiebe Eekman (PVDA+).
Marie-Rose Morel (Vlaams Belang) behaalde de meeste voorkeurstemmen (4.688), voor Harrie Hendrickx (CD&V, 4.169), Nico Vissers (CD&V, 1.156), Tim Willekens (Vlaams Belang, 1.073) en Gerd Adriaensen (CD&V, 1.003). Na de verkiezingen startte zowel Harrie Hendrickx als Marie-Rose Morel een onderhandelingsronde om een bestuursmeerderheid te vormen. Opvallend daarbij was dat lokaal VLOTT-voorzitter Albert Leenaerts voorstelde om - zonder kartelpartner Vlaams Belang - deel te nemen aan een bestuurscoalitie. Burgemeester werd Harrie Hendrickx, hij leidde een coalitie van CD&V-N-VA, sp.a en VLD-LA. Samen hadden ze 18 van de 31 zetels.

#### Legislatuur 2013 - 2018
Aan de lokale verkiezingen van 2012 namen zeven partijen deel, waaronder de lokale VLOTT-kieslijst Belhamel van voormalig gemeenteraadslid Albert Leenaerts. Lijsttrekkers waren respectievelijk Paul Valkeniers (Open Vld), Maarten De Veuster (N-VA), Gianni Peeters (Vlaams Belang), Kurt Vermeiren (sp.a), Eric De Swaef (Groen), Harrie Hendrickx (CD&V) en Ann Boden (Belhamel).
Maarten De Veuster (N-VA, 3.050) behaalde de meeste voorkeurstemmen, voor Harrie Hendrickx (CD&V, 2,659), Gianni Peeters (Vlaams Belang, 1.097), Iefke Hendrickx (N-VA, 1.059) en Nico Vissers (CD&V, 706). Burgemeester werd Maarten De Veuster, hij leidt een coalitie van N-VA, Open Vld en CD&V. Samen hebben ze een meerderheid van 23 op 31 zetels.

#### Legislatuur 2019 - 2024
Aan de lokale verkiezingen van 2018 namen zeven partijen deel en de lijsttrekkers waren als volgt: Maarten De Veuster (N-VA), Tom Van Grieken (Vlaams Belang), Paul Valkeniers (Open VLD), Erik Block (CD&V), Maya De Backer (Groen), Kurt Vermeiren (sp.a) en Jitske Eekman (PVDA). Met 5.961 voorkeurstemmen en 43,8% van de stemmen behaalde burgemeester de Veuster met N-VA een enorme overwinning. De andere winsthebbers waren Vlaams Belang (20,7%), Groen (10,2%) en PVDA (3,5%). Sp.a verloor opnieuw 1 zetel. CD&V met voormalig burgemeester Harrie Hendirckx als lijstduwer verloor 5 zetels en werd bijgevolg voor het eerst in 36 jaar niet mee opgenomen in de coalitie. N-VA had een absolute meerderheid van 16 zetels maar zette de coalitie voort met Open VLD, dat op één zetel bleef.
Vanaf 28 oktober 2021 telde de bestuursmeerderheid van N-VA en VLD nog 16 zetels op 31.

#### Legislatuur 2024-2030
Aan de lokale verkiezingen van 2024 namen zes partijen deel en de lijsttrekkers waren als volgt: Maarten De Veuster (N-VA), Tom Van Grieken (Vlaams Belang), Erik Block (CD&V plus), Brecht Verwulgen (Groen), Stephanie Vanden Eede (Vooruit) en Jitske Eekman (PVDA). De N-VA van uittredend burgemeester Maarten De Veuster, die ook enkele Open Vld-kandidaten telde, bleef de grootste partij, maar viel terug naar 37,7 procent. De partij vormde een coalitie met de lijst CD&V plus, die met twee procentpunt steeg en 12,2 procent behaalde en na zes jaar oppositie weer in het bestuur kwam. Aan oppositiezijde ging Vlaams Belang er stevig op vooruit en steeg de partij naar 31,1 procent. Vooruit boekte lichte winst en behield haar ene zetel, terwijl PVDA met 3,6% status-quo bleef en Groen (8,0%) twee procentpunt moest inleveren.

#### Resultaten gemeenteraadsverkiezingen sinds 1976
| Partij of kartel     | Partij of kartel                                   | 10-10-1976 | 10-10-1976 | 10-10-1982 | 10-10-1982 | 9-10-1988 | 9-10-1988 | 9-10-1994 | 9-10-1994 | 8-10-2000 | 8-10-2000 | 8-10-2006 | 8-10-2006 | 14-10-2012 | 14-10-2012 | 14-10-2018 | 14-10-2018 | 13-10-2024 | 13-10-2024 |
| Stemmen / Zetels     | Stemmen / Zetels                                   | %          | 29         | %          | 31         | %         | 31        | %         | 31        | %         | 31        | %         | 31        | %          | 31         | %          | 31         | %          | 31         |
| -------------------- | -------------------------------------------------- | ---------- | ---------- | ---------- | ---------- | --------- | --------- | --------- | --------- | --------- | --------- | --------- | --------- | ---------- | ---------- | ---------- | ---------- | ---------- | ---------- |
|                      | PVDA1/ PVDA+2                                      | 2,031      | 0          | 1,281      | 0          | 0,731     | 0         | 1,411     | 0         | -         |           | 0,942     | 0         | -          |            | 3,51       | 0          | 3,61       | 0          |
|                      | SP1/ sp.a2/ Vooruit3                               | 53,81      | 16         | 41,341     | 15         | 27,281    | 9         | 16,051    | 5         | 13,161    | 4         | 12,822    | 3         | 9,692      | 2          | 5,22       | 1          | 6,7        | 1          |
|                      | Agalev1/ Groen!-Jos2/ Groen3                       | -          |            | 7,631      | 2          | 10,91     | 3         | 11,341    | 3         | 9,851     | 3         | 6,692     | 1         | 8,153      | 2          | 10,23      | 3          | 8,02       | 2          |
|                      | KERNA/ CVP1/ CD&V+N-VAB/ CD&V2 / CD&V plus3        | 44,17A     | 13         | 29,861     | 10         | 33,911    | 12        | 31,481    | 12        | 22,771    | 8         | 34,10B    | 12        | 23,122     | 8          | 10,02      | 3          | 12,23      | 3          |
|                      | KERNA/ VU1/ VU&ID2/ CD&V+N-VAB/ N-VA3              | 44,17A     | 13         | 12,371     | 3          | 7,861     | 2         | 4,151     | 0         | 4,82      | 0         | 34,10B    | 12        | 37,783     | 14         | 43,83      | 16         | 37,73      | 14         |
|                      | KERNA/ PVV1/ VLD2/ VLD-LA3/ Open Vld4              | 44,17A     | 13         | 7,521      | 1          | 11,181    | 3         | 13,772    | 5         | 20,12     | 7         | 10,753    | 3         | 6,964      | 1          | 6,44       | 1          | -          |            |
|                      | Vlaams Blok1/ Vlaams Belang-VLOTT2/ Vlaams Belang3 | -          |            | -          |            | 7,641     | 2         | 18,141    | 6         | 24,471    | 9         | 34,712    | 12        | 12,953     | 4          | 20,73      | 7          | 31,83      | 11         |
|                      | Anderen(*)                                         | -          |            | -          |            | 0,49      | 0         | 3,65      | 0         | 4,84      | 0         | -         |           | 1,36       | 0          | -          |            | -          |            |
| Totaal stemmen       | Totaal stemmen                                     | 20907      | 20907      | 21939      | 21939      | 22164     | 22164     | 21873     | 21873     | 22534     | 22534     | 23446     | 23446     | 23141      | 23141      | 23962      | 23962      | 17187      | 17187      |
| Opkomst %            | Opkomst %                                          |            |            |            |            | 93,19     | 93,19     | 91,02     | 91,02     | 91,41     | 91,41     | 93,14     | 93,14     | 89,31      | 89,31      | 91,3       | 91,3       | 66,0       | 66,0       |
| Blanco en ongeldig % | Blanco en ongeldig %                               | 4,38       | 4,38       | 3,9        | 3,9        | 4,06      | 4,06      | 4,97      | 4,97      | 3,36      | 3,36      | 3,08      | 3,08      | 2,07       | 2,07       | 2,4        | 2,4        | 0,4        | 0,4        |

De rode cijfers naast de gegevens duiden aan onder welke naam de partijen telkens bij een verkiezing opkwamen, rode letters duiden de kartels aan.
De zetels van de gevormde meerderheid staan vetjes afgedrukt. De grootste partij is in kleur.
(*) 1988: DGP (0,49%) / 1994: SB (3,65%) / 2000: ANDERS (4,84%) / 2012: Belhamel (1,36%)

## Cultuur

### Evenementen
- Eerste zondag in januari (behalve 1 januari) Schoten Schol op de Markt, de nieuwjaarsreceptie van de gemeente
- Aankomst Scheldeprijs ter hoogte van de Markt ('s woensdags in april)
- Iedere tweede zondag van mei de Vaart-koers met de dagen ervoor en erna de Vaart-kermis
- Hello!Schoten of het Wereldfestival van Folklore Schoten ook Volksdansfestival genoemd
- Eerste vrijdag van Hello!Schoten is er een feestmarkt in de Kasteeldreef
- Laatste zondag van juli en september is er een kermis op de Markt (van zaterdag tot en met dinsdag)
- Laatste zaterdag van de zomervakantie is er Park Happening Schoten in het gemeentepark
- Op de zondag in het laatste weekend van september vindt jaarlijks een vlottentocht plaats op het Kanaal Dessel-Turnhout-Schoten.
- Op 31 oktober is er een Halloweenmarkt op de Markt

## Mobiliteit

### Openbaar vervoer
Tramlijn 2 en tramlijn 3  hebben een terminus langs de Bredabaan, op de grens van Merksem en Schoten. Het centrum van Schoten is uitsluitend bereikbaar per bus met de volgende streeklijnen:
- 66: (Antwerpen-Luchtbal - Schoten (Centrum))
- 60: (Antwerpen - Schoten (Noord) - Sint-Job-in-'t-Goor (West) – Brecht station Noorderkempen)
- 601: (Antwerpen - Schoten (Noord) - Sint-Job-in-'t-Goor)
- 61: (Antwerpen - Schoten (Centrum) - 's Gravenwezel - Schilde - Oelegem)
- 62: (Antwerpen - Schoten (Centrum) - Sint-Job-in-'t-Goor)
- 629: (Schoten (Centrum) - Sint-Job-in-'t-Goor (West) - Brecht - scholen Malle)
- 37a: (Wijnegem - Schoten (Centrum) - Brasschaat - Kapellen - Hoevenen)

Er is ook flexvervoer beschikbaar. Schoten behoort tot de regio Antwerpen (Rechteroever).

## Economie
Schoten maakt deel uit van het Economisch Netwerk Albertkanaal.

## Sport
- Scheldeprijs: De Scheldeprijs (ook wel Grote Scheldeprijs of Scheldeprijs Vlaanderen of Scheldeprijs Schoten) is een eendaagse wielerwedstrijd in Vlaanderen. De wedstrijd startte tot 2016 in Antwerpen, maar start tegenwoordig in Nederland. Daarna heeft het enkele plaatselijke ronden en aankomst in Schoten.
- Schoten Atletiek Vereniging

## Bekende Schotenaren
Bekende personen die geboren of woonachtig zijn of waren in Schoten of een andere significante band met de gemeente hebben:

### Geboren in Schoten
- 1931: Karel Blanckaert, politicus, rechter en redacteur
- 1950: Frank Dingenen, acteur en komiek
- 1952: Luc Caals, acteur en komiek
- 1954: Brit Alen, actrice
- 1957: Paul Lembrechts, CEO VRT
- 1961: Annemie Struyf, journaliste
- 1962: Greet van Gool, politica
- 1963: Lulu Aertgeerts, actrice en choreografe
- 1963: Marijke Hofkens, actrice
- 1966: Filip Lardon, Belgisch hoogleraar en kankerspecialist (Universiteit Antwerpen)
- 1966: Serge Falck, acteur en scenarioschrijver
- 1966: Michael Pas, acteur
- 1966: Ludo Van Campenhout, politicus
- 1967: Peter Renkens, zanger
- 1970: Stef Kamil Carlens, zanger, popmuzikant
- 1974: Erland Pison, politicus en advocaat
- 1976: Tommy Debie, dj, beter bekend als Da Boy Tommy
- 1984: Tourist LeMC (Johannes Faes), hiphop- en kleinkunstartiest

### Woonachtig in Schoten
- Ruth Beeckmans, actrice
- Luc Caals, zanger en komiek
- Elma Dalhuijsen-Nuis (Tante Kaat), Nederlands schrijver
- Deborah De Ridder, musicalster
- Gaston de Pret Roose de Calesberg, politicus
- Sofie Goffin, internationaal en nationaal zwemkampioene
- Simon Lindekens, tot 1925
- Bob Mendes, thrillerauteur
- Tine Reymer, actrice
- Jean Bosco Safari, muzikant
- Thor Salden, deelnemer Junior Eurovisiesongfestival 2006
- Annick Segal, actrice
- Sofie Truyen, actrice
- Peter Van den Begin, acteur
- Luc Van der Kelen, hoofdredacteur van Het Laatste Nieuws
- Mitta Van der Maat, actrice (ex-vrouw van Luk Wyns)
- Guillaume Van der Stighelen, oud-reclameman, opiniemaker
- Frank Vanhecke, politicus
- Danaë Van Oeteren, actrice
- Erika Van Tielen, presentatrice
- Arthur Verhoeven (1889-1958), componist
- Jacques Wirtz, tuinarchitect
- Luk Wyns, acteur
- Tom Van Grieken, politicus en voorzitter Vlaams Belang
- Maarten De Veuster, Politicus N-VA, burgemeerster van Schoten, Vlaams Parlementslid
- Bart Aernouts (triatleet), Triatleet
- Annelies Verlinden, Politica CD&V, Minister van Binnenlandse Zaken
- Michael Van Peel, stand-upcomedian.

### Fictieve personen
- Joske Vermeulen, Trammezandlei 122, Schoten, een figuur van Gaston Berghmans uit 1981 (deze straat ligt niet in Schoten maar wel in buurgemeente Merksem)

## Partnersteden (samenwerking thans gestopt)
- Tarnów (Polen)
- Voorschoten (Nederland), sinds 1996
- Făgăraş (Roemenië)

## Nabijgelegen kernen
Brasschaat, Merksem, Deurne, 's-Gravenwezel, Schilde, Sint-Job-in-'t-Goor